# Hîrbovăț
Hîrbovăț è un comune della Moldavia situato nel distretto di Anenii Noi di 5.447 abitanti al censimento del 2004